# Johan August Meijerfeldt der Ältere

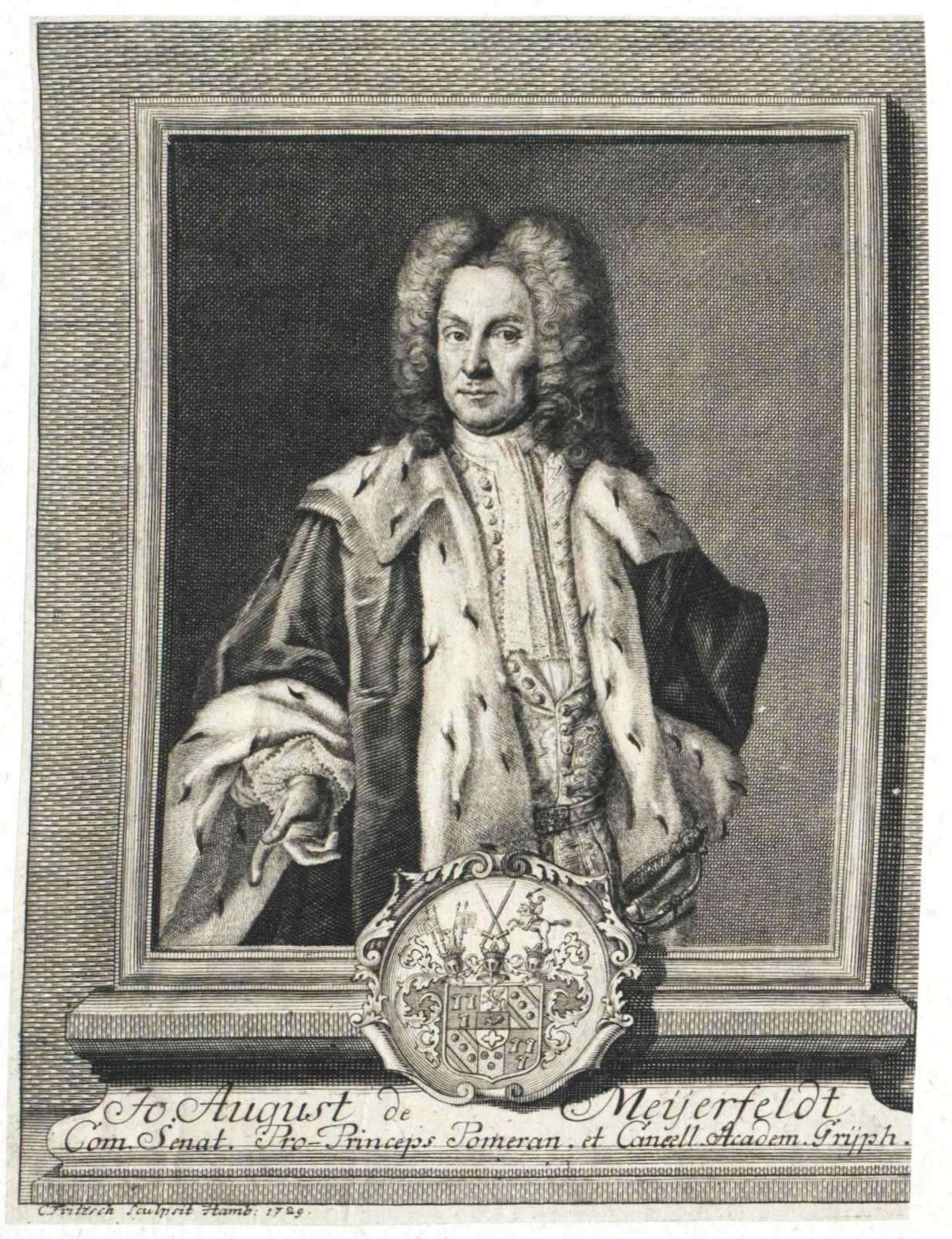
Johann August Meyerfeldt, Stich von Christian Fritzsch (1729)

Johan August Meijerfeldt der Ältere (auch Johann August Meyerfeldt; * 1664 in Oberpahlen in Livland; † 9. November 1749 in Sövde in Schonen) war ein schwedischer General und Reichsrat sowie Generalgouverneur von Schwedisch-Pommern.

## Leben
Johan August Meijerfeldt war ein Sohn des 1674 in schwedischen Diensten geadelten Oberstleutnants Andreas Meyer und dessen Frau Katharina Wolf. 1683 begann er seine militärische Laufbahn bei einem schwedischen Kavallerieregiment in Livland, in dem er 1689 zum Leutnant befördert wurde. 1693 wurde er Hauptmann in einem Infanterieregiment, das im Pfälzischen Erbfolgekrieg auf Seiten der auf Seite der Niederlande gegen Frankreich kämpfte. 
Zurückgekehrt, nahm er am Großen Nordischer Krieg teil, so an den Schlachten bei Narva (1700), Klissow (1702) und Thorn (1703). Im Jahre 1702 wurde er Oberst, im Jahre 1704 Generalmajor. 1704 nahm er an der Schlacht bei Posen teil. 1705 wurde er in den schwedischen Freiherrenstand erhoben.
Im Jahr 1708 wandte er sich gegen den Plan Karls XII., der sein Heer in die Ukraine führte. Nach der Niederlage bei Poltawa 1709 ging er mit dem König ins Exil nach Bender, von wo dieser ihn noch im selben Jahr zum Reichsrat nach Stockholm entsandte. Anfang 1710 hatte er in der Schlacht bei Helsingborg den Befehl über den rechten Flügel der schwedischen Truppen. Nach seiner Rückkehr nach Bender beförderte ihn der König am 17. August 1710 zum Generalleutnant und ernannte ihn gleichzeitig zum Kommandanten der Festung Stettin. Über Konstantinopel und Italien reiste er im Januar 1711 dorthin.
Im Juli 1711 wurde er Vizegeneralgouverneur und im Jahr 1713 – in den schwedischen Grafenstand erhoben – als Nachfolger von Jürgen Mellin Reichsrat sowie Generalgouverneur von Schwedisch-Pommern. Im gleichen Jahr musste er Stettin russischen Truppen überlassen, wofür er und die Garnison freies Geleit nach Stralsund erhielten. Während der Besetzung des nördlichen Vorpommerns und der Insel Rügen durch dänische Truppen von 1715 bis 1721 leitete er 1716 und 1717 die schwedische Admiralität. Von 1719 bis 1720 war er Reichskanzleirat und 1720 zeitweise Präsident der Reichskanzlei. Nach dem Abzug der Dänen trat er 1721 erneut sein Amt als Generalgouverneur von Schwedisch-Pommern an, das nach dem Frieden von Stockholm von 1720 nur noch Vorpommern nördlich der Peene umfasste.
Nach dem Frieden von Stockholm setzte Meijerfeldt entgegen der Abrüstung Schwedens eine Verdopplung der ihm unterstellten Truppen auf 3000 Mann und den Ausbau der Stralsunder Stadtbefestigungen durch. Im Reichsrat setzte er sich dafür ein, dass der Gesandte Schwedisch-Pommerns beim deutschen Reichstag die Politik des Kaisers unterstützte, auch wenn dies wie bei der Pragmatischen Sanktion nicht mit der offiziellen Politik des Königreichs Schweden übereinstimmte.

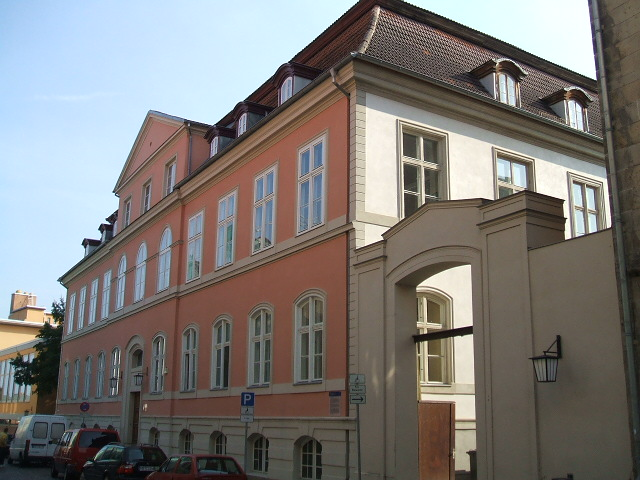
Das ehemals Meijerfeldt'sche Palais, später schwedisches Regierungspalais und preußisches Gouverneurspalais, in Stralsund.

Meijerfeldt hatte unter anderem mit Nehringen umfangreichen Landbesitz in Vorpommern von insgesamt etwa 15.000 Hektar und weiteren bei Sövde im südlichen Schweden. Als Gutsbesitzer näherte er seine Politik deutlich den Interessen der pommerschen Landstände an. Die Einführung einer Steuererhebung auf Grundlage der anhand der Schwedischen Landesvermessung von Vorpommern erstellten Lagerströmschen Matrikel lehnte er wegen der erheblich höheren Steuerbelastung ab. Er trug mit dazu bei, dass der Haushalt der Provinz Schwedisch-Pommern ab 1739 durch Zuschüsse aus der Reichskammer unterstützt wurde.
Zwischen 1726 und 1730 ließ er in Stralsund auf eigene Kosten das Meyerfeldtsche Palais errichten, das ihm sowohl als Residenz als auch als Stadtwohnung diente. Später war es der Amtssitz der Generalgouverneure von Schwedisch-Pommern und ab 1818 der preußischen Bezirksregierung.

## Familie
Johan August Meijerfeldt d. Ä. war in erster Ehe verheiratet mit (⚭ 1707) Anna Maria Törmflycht (1685–1710) und in zweiter Ehe (⚭ 1717) mit Brigitte von Barnekow (1700–1771).
Aus der zweiten Ehe ging als einer seiner beiden Söhne der spätere Feldmarschall Johan August Meijerfeldt der Jüngere hervor.